# Oko (rijeka)
Oko je rijeka u Gvajani. Pritoka je rijeke Wenamu i pripada porječju rijeke Essequibo.